# 플롭시의 아기 토끼들 이야기

플롭시의 아기 토끼들 이야기(영어: The Tale of the Flopsy Bunnies)은 1909년 베아트릭스 포터가 쓴 아이들용 책이다. 베아트릭스 포터는 그 전에 토끼에 관하여 2 개의 장편 이야기를 쓴 후, 토끼 주제의 이야기를 쓰는 것에 굉장히 싫증이 났고 이에 대해 쓰는 것을 꺼렸다고 한다. 하지만 아이들이 토끼 이야기를 제일 좋아하는 것을 보고 다시 피터 래빗 이야기 (1902)와 벤자민 토끼 이야기 (1904)에서의 등장인물과 배경을 다시 사용했다. 그녀의 웨일스에 사는 이모와 이모부 댁의  반정형적인 정원과 화단은 삽화의 배경이 되었다. 